# 二酮

丁二酮——最简单的二酮

二酮指含有两个酮羰基的有机化合物。最简单的二酮是丁二酮，即2,3-丁二酮。丁二酮、乙酰丙酮（2,4-戊二酮）、2,5-己二酮分别是1,2-、1,3-、1,4-二酮的例子，也可分别称为α-、β-、γ-二酮。环状二酮的例子如双甲酮。
二酮是“二羰基化合物”的子分类，后者涵盖更广范围的羰基化合物，如二醛类、二羧酸类、酮醛类、酮酸类，等等。

## 反应
1,3-二酮，如乙酰丙酮的烯醇式结构可与羰基共轭，且会生成含氢键的六元环，因此它们烯醇-酮式互变异构中的烯醇或烯醇盐形态尤其稳定。
1,3-二酮的共轭碱可与金属离子生成配合物，乙酰丙酮即是常用的配体。

## 欧盟法规
2004年，欧盟在检查研究食品添加剂时发现，乙酰丙酮（2,4-戊二酮）无论是在体内还是在体外都具有基因毒性。因此，欧盟将其从允许加入的食品添加剂中移除。